# 詹保罗·梅达
詹保罗·梅达（義大利語：Giampaolo Medda，1927年8月8日—2017年5月3日），意大利男子曲棍球运动员。他曾代表意大利参加1952年和1960年夏季奥林匹克运动会曲棍球比赛，分别获得第十一名和第十三名。